# Hermann Undeutsch
Hermann Undeutsch (* 11. August 1844 in Kahla; † 17. Januar 1912 in Freiberg) war ein deutscher Maschinenbauingenieur und Hochschullehrer.

## Leben
Hermann Undeutsch studierte von 1864 bis 1867 an der Polytechnischen Schule Dresden, wo er einen Abschluss im Fach Mechanische Technik erwarb. Ab 1869 arbeitete er ein Jahr lang als Assistent bei den Dresdner Städtischen Gaswerken und als Lehrer an der Gewerbeschule des Gewerbevereins Dresden, danach arbeitete er bei der Gutehoffnungshütte in Sterkrade. 1871 wurde er Direktor der Provinzial-Gewerbeschule Hagen.
Am 1. April 1874 wurde Undeutsch als Professor für Mechanik und Bergmaschinenlehre an die Bergakademie Freiberg berufen. Im Jahr 1896 wurde er zum Bergrat und 1901 zum Oberbergrat ernannt. 1905 wurde ihm das Ritterkreuz 1. Klasse des königlich sächsischen Albrechtsordens mit Krone verliehen. 1910 erhielt er den Titel Geheimer Bergrat. Aus Gesundheitsgründen trat er 1910 in den Ruhestand, 1912 starb er in Freiberg. Sein Grab befindet sich auf dem Freiberger Donatsfriedhof.

## Schriften (Auswahl)
- Einführung in die Mechanik. Zum Gebrauch bei Vorlesungen sowie zum Selbststudium. (1881)
- Experimentelle Prüfung der gefährlichen Wirkung, welche je ein auf einem Fördergestell befindlicher Mensch, bez. das Fördergestell nach erfolgtem Seilriss durch die Fangvorrichtung erfährt, mit dem registrirenden Versuchsapparate des Verfassers. (1889)
- Neuerungen auf dem Gebiete der Bergwerks-Fördermaschinen. (1891)
- Spannungen aufgehängter prismatischer Körper, hervorgerufen durch statische und dynamische Beanspruchungen. (1892)
- Theorie, Konstruktion, Prüfung und Regelung der Fallbremsen und Energie-Indikatoren einschließlich der Beanspruchung und Prüfung der Schachtförderseile auf Stoß. Freifall-, Fang- und Indikator-Versuche. (1905)
- Zum Gedächtnis an Oberbergrat Professor Dr. h. c. Julius Ludwig Weisbach anlässlich seiner hundertjährigen Geburtstagsfeier. (1906)